# 南普拉加区
南普拉加區（波蘭語：Praga-Połnocne，波蘭語發音：[ˈpraɡa pɔˈwudɲɛ]）是波蘭首都華沙的一個區，位於維斯瓦河東岸。南普拉加區在歷史上是普拉格區的一部分。1945年，普拉加被分為北普拉加和南普拉加兩個地區。